# مسألة زاوية عقارب الساعة

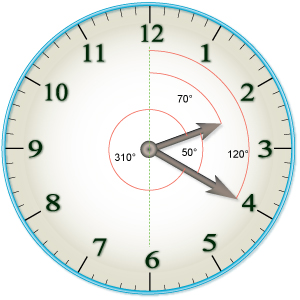

مسألة زاوية عقارب الساعة (بالإنجليزية: Clock angle problem)‏
هي نوع من مسائل الرياضيات تتضمن إيجاد الزوايا المختلفة بين عقارب الساعة الميكانيكية.
تستخدم مثل هذه المسائل في العديد من كتب الرياضيات، أو امتحانات الحساب، أو المسابقات في الرياضيات.

## المحتوى الرياضي
تتضمن مسائل حساب زوايا الساعة نوعين من الحساب، حساب الزوايا وحساب الوقت. حيث يجب إيجاد العلاقة بين الوقت الموضح في الساعة الحالية، أو الزمن المنقضي لإيجاد الحل الصحيح.
الحل العام لمثل هذه المسائل هو اعتبار نسبة تغير الزاوية في الدقيقة لكل من العقارب. فعقرب الساعات يدور 360 درجة في كل 12 ساعة، وهذا يعادل 360 درجة في 720 دقيقة، مما يؤول إلى أن عقرب الساعات يدور 0.5 درجة في الدقيقة. وهكذا فإن عقرب الدقائق يدور 360 درجة في 60 دقيقة, وعليه 6 درجات في الدقيقة الواحدة.

## أمثلة عن المسائل
- ماهي الزاوية بين عقربي الساعة عند الساعة 3:25 ؟
- إذا كانت بداية الدرس في الساعة السابعة والنصف صباحاً، ومدته 45 دقيقة، احسب الفرق بين زاوية عقربي الساعة عند بداية الدرس وعند نهايته؟